# Myrbjörnspindel
Myrbjörnspindel (Trochosa spinipalpis) är en spindelart som först beskrevs av F. O. Pickard-Cambridge 1895.  Myrbjörnspindel ingår i släktet Trochosa och familjen vargspindlar. Arten är reproducerande i Sverige. Inga underarter finns listade i Catalogue of Life.